# كلية الشريعة والقانون جامعة الأزهر بأسيوط
كلية الشريعة والقانون بأسيوط: أنشئت سنة 1972 في محافظة أسيوط بصعيد مصر، والدراسة بها في مرحلة الليسانس على قسمين:
الأول: قسم الشريعة الإسلامية ومدة الدراسة به أربع سنوات، الثاني: قسم الشريعة والقانون، ومدة الدراسة به كانت خمسة سنوات ثم أصبحت اربع سنوات. تمنح الكلية درجتي الماجستير والدكتوراه في التخصصات التالية: الفقه المذهبي، الفقه المقارن، أصول الفقه، القانون الخاص، القانون العام.
تهدف كلية الشريعة والقانون إلى تجلية محاسن الشريعة الإسلامية بأسلوب علمي متطور، وهو غاية القائمين بالتدريس والبحث في الكلية، كما صدر القانون رقم 50 لسنة 1966م في شأن تطوير برامج الدراسة في الكلية.